# František Rauch
František Rauch (ur. 4 lutego 1910 w Pilźnie, zm. 23 września 1996 w Pradze) – czeski pianista i pedagog.
Studiował grę na fortepianie pod kierunkiem profesorów Karla Hoffmeistera (1929–1931) i Emila Mikelki oraz kompozycję u Vítězslava Nováka w Akademii Sztuk Scenicznych w Pradze. Uznawany jest za jednego z najwybitniejszych czeskich pianistów.
W swoim repertuarze koncentrował się na twórczości Bedřicha Smetany, Vítězslava Nováka, Fryderyka Chopina i Ferenca Liszta. Był długoletnim profesorem macierzystej uczelni, wykładając od 1939 r.; wychował takich pianistów jak Ivan Klánský, Valentina Kameníková, Petr Eben, Karel Košárek, Petr Adamec, Květa Novotná. Aż pięciokrotnie zasiadł w jury Konkursów Chopinowskich w Warszawie.